# Franco Leccese
Franco Leccese   (Condove, 24 d'abril de 1925 - Condove, 23 de juny de 1992) fou un atleta italià, especialista en curses de velocitat, que va competir durant les dècades de 1940 i 1950.
El 1952 va prendre part en els Jocs Olímpics de Hèlsinki, on disputà dues proves del programa d'atletisme. En ambdues quedà eliminat en sèries.
En el seu palmarès destaquen una medalla de plata en la prova dels 100 metres al Campionat d'Europa d'atletisme de 1950, una medalla d'or en el 4x100 metres als Jocs del Mediterrani de 1951 i dos campionats nacionals, els 100 i 200 metres de 1950.

## Millors marques
- 100 metres. 10.6" (1950)
- 200 metres. 21.3" (1950)[5]